# Moidrey
Moidrey is een deelgemeente van Pontorson in het Franse departement Manche aan de baai van Mont-Saint-Michel. Tot 1973 was het een zelfstandige gemeente. Op 1 januari 2010 telde het dorp 154 inwoners.
In Moidrey staan een kerk uit de 12e eeuw en een kasteel uit 1704. Ten noorden van het dorp staat een torenmolen uit 1806 die begin deze eeuw gerestaureerd is. Ten westen van de molen ligt de hippodroom Maurice Jan.

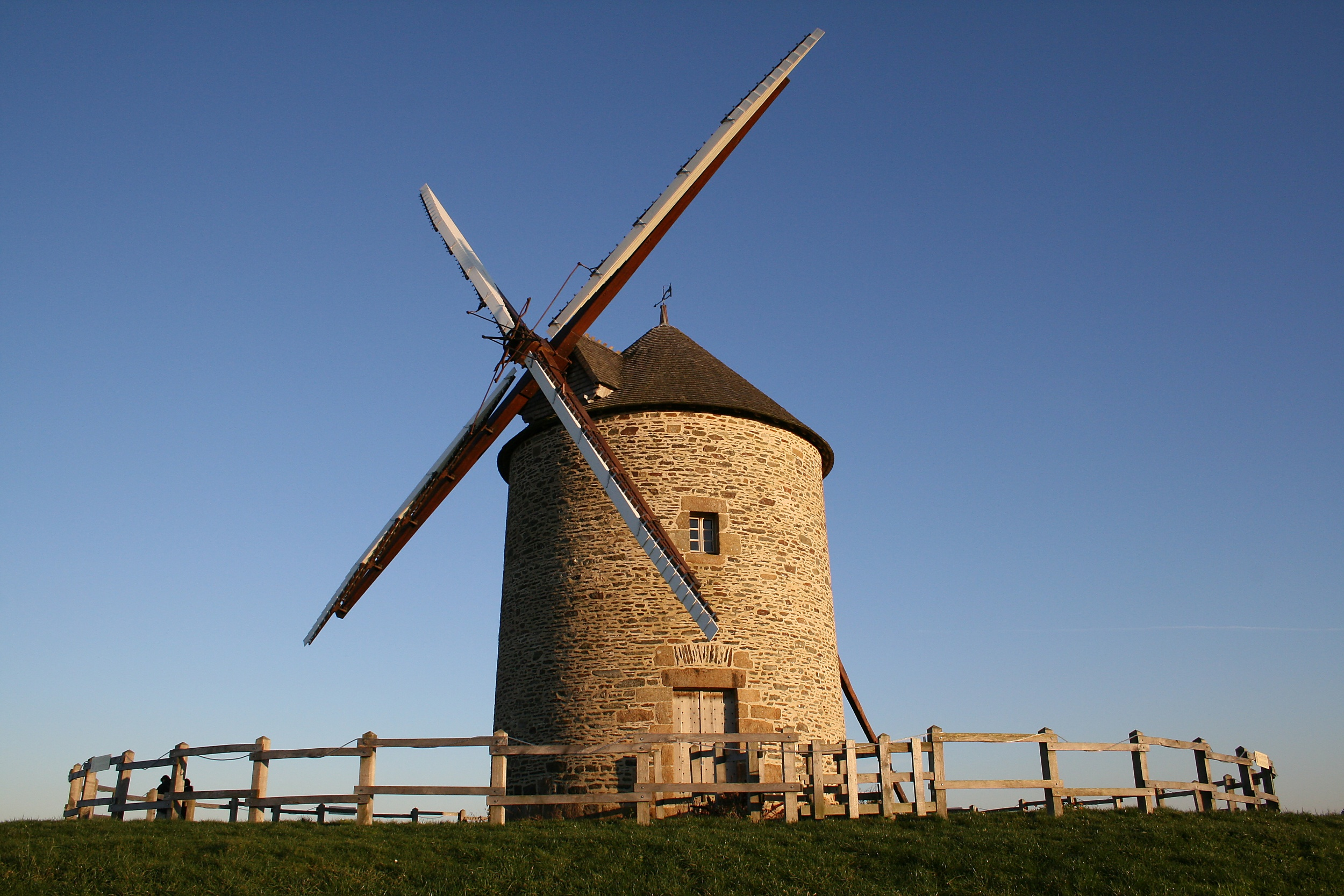
Torenmolen in Moidrey